# Campeonato Mundial de Atletismo de 2015 - Revezamento 4x400 m masculino
A prova dos 4 x 400 metros estafetas masculino do Campeonato Mundial de Atletismo de 2015 foi disputada no dia 30 de agosto no Estádio Nacional de Pequim, em Pequim.

## Recordes
Antes desta competição, os recordes mundiais e do campeonato nesta prova eram os seguintes:
| Tipo                  | Atleta                                                         | Tempo   | Local     | Data                 | Ref |
| --------------------- | -------------------------------------------------------------- | ------- | --------- | -------------------- | --- |
|                       | (Andrew Valmon, Quincy Watts, Harry Reynolds, Michael Johnson) | 2:54.29 | Stuttgart | 22 de agosto de 1993 | ver |
| Recorde do campeonato | (Andrew Valmon, Quincy Watts, Harry Reynolds, Michael Johnson) | 2:54.29 | Stuttgart | 22 de agosto de 1993 | ver |

## =Medalhistas
| Ouro                                                                            | Prata                                                                           | Bronze                                                                      |
| Estados Unidos · David Verburg · Tony McQuay · Bryshon Nellum · LaShawn Merritt | Trinidad e Tobago · Renny Quow · Lalonde Gordon · Deon Lendore · Machel Cedenio | Grã-Bretanha · Rabah Yousif · Delano Williams · Jarryd Dunn · Martyn Rooney |

## Cronograma
Todos os horários são locais (UTC+8).
| Data         | Hora  | Evento        |
| ------------ | ----- | ------------- |
| 29 de agosto | 10:40 | Eliminatórias |
| 30 de agosto | 20:25 | Final         |

## Resultados

### Eliminatórias
Qualificação: Os 3 de cada bateria (Q) e os 2 melhores tempos  (q) avançam para a semifinal. 
| Colocação | Bateria | Raia | Nacionalidade        | Atletas                                                                  | Tempo   | Notas |
| --------- | ------- | ---- | -------------------- | ------------------------------------------------------------------------ | ------- | ----- |
| 1         | 2       | 6    | Estados Unidos       | Kyle Clemons, Tony McQuay, Bryshon Nellum, Vernon Norwood                | 2:58:13 | Q, WL |
| 2         | 2       | 2    | Trinidad e Tobago    | Renny Quow, Jarrin Solomon, Deon Lendore, Lalonde Gordon                 | 2:58:67 | Q, SB |
| 3         | 2       | 8    | Jamaica              | Peter Matthews, Ricardo Chambers, Dane Hyatt, Javon Francis              | 2:58:69 | Q, SB |
| 4         | 1       | 8    | Grã-Bretanha         | Rabah Yousif, Delano Williams, Jarryd Dunn, Martyn Rooney                | 2:59.05 | Q, SB |
| 5         | 1       | 2    | Bélgica              | Dylan Borlée, Jonathan Borlée, Antoine Gillet, Kevin Borlée              | 2:59.28 | Q, NR |
| 6         | 1       | 7    | França               | Mame-Ibra Anne, Teddy Atine-Venel, Mamoudou Hanne, Thomas Jordier        | 2:59.42 | Q, SB |
| 7         | 1       | 3    | Rússia               | Artem Denmukhametov, Pavel Trenikhin, Denis Kudryavtsev, Pavel Ivashko   | 2:59.45 | q, SB |
| 8         | 2       | 7    | Cuba                 | William Collazo, Raidel Acea, Adrian Chacón, Yoandys Lescay              | 2:59.80 | q, SB |
| 9         | 2       | 3    | Botswana             | Onkabetse Nkobolo, Nijel Amos, Leaname Maotoanong, Isaac Makwala         | 2:59.95 | NR    |
| 10        | 2       | 5    | República Dominicana | Gustavo Cuesta, Yon Soriano, Juander Santos, Luguelín Santos             | 3:00.15 | NR    |
| 11        | 1       | 9    | Polónia              | Łukasz Krawczuk, Michał Pietrzak, Rafał Omelko, Jakub Krzewina           | 3:00.72 | SB    |
| 12        | 2       | 4    | Brasil               | Pedro Luiz de Oliveira, Wagner Cardoso, Hederson Estefani, Hugo de Sousa | 3:01.05 |       |
| 13        | 2       | 9    | Irlanda              | Brian Gregan, Brian Murphy, Thomas Barr, Mark English                    | 3:01.26 | NR    |
| 14        | 1       | 5    | Venezuela            | Alberth Bravo, José Meléndez, Arturo Ramírez, Freddy Mezones             | 3:02.96 | SB    |
| 15        | 1       | 4    | Japão                | Tomoya Tamura, Yūzō Kanemaru, Naoki Kobayashi, Takamasa Kitagawa         | 3:02.97 | SB    |
|           | 1       | 6    | Bahamas              | Steven Gardiner, Michael Mathieu, Alonzo Russell, Ramon Miller           | DQ      |       |

### Final
A final ocorreu às 20:25.
| Colocação         | Raia | Nacionalidade     | Atletas                                                              | Tempo    | Notas |
| ----------------- | ---- | ----------------- | -------------------------------------------------------------------- | -------- | ----- |
| Medalha de ouro   | 7    | Estados Unidos    | David Verburg, Tony McQuay, Bryshon Nellum, LaShawn Merritt          | 2:57:82  | WL    |
| Medalha de prata  | 4    | Trinidad e Tobago | Renny Quow, Lalonde Gordon, Deon Lendore, Machel Cedenio             | 2:58:20  | NR    |
| Medalha de bronze | 6    | Grã-Bretanha      | Rabah Yousif, Delano Williams, Jarryd Dunn, Martyn Rooney            | 2:58:51  | SB    |
| 4                 | 9    | Jamaica           | Peter Matthews, Ricardo Chambers, Rusheen McDonald, Javon Francis    | 2:58:51} | SB    |
| 5                 | 5    | Bélgica           | Jonathan Borlée, Robin Vanderbemden, Kevin Borlée, Antoine Gillet    | 3:00:24  |       |
| 6                 | 8    | França            | Mame-Ibra Anne, Teddy Atine-Venel, Mamoudou Hanne, Thomas Jordier    | 3:00:65  |       |
| 7                 | 3    | Cuba              | William Collazo, Raidel Acea, Adrian Chacón, Yoandys Lescay          | 3:03:05  |       |
| 8                 | 2    | Rússia            | Artem Denmukhametov, Pavel Trenikhin, Denis Alekseyev, Pavel Ivashko | 3:03:05  |       |

Legenda
| Recorde mundial       | Recorde mundial (World record)               |                       | Recorde africano                      | Recorde africano (African) |                                           | Q | Classificado por posição (Qualified) |
| Recorde do campeonato | Recorde do campeonato (Championship record)  | Recorde da América    | Recorde da América (Americas)         | q                          | Classificado por melhor tempo (Qualified) |   |                                      |
| Melhor marca do ano   | Melhor marca do ano (World leading)          | Recorde asiático      | Recorde asiático (Asian)              | DNS                        | Não largou (Did not start)                |   |                                      |
| Recorde nacional      | Recorde nacional (National record)           | Recorde europeu       | Recorde europeu (European)            | DNF                        | Não terminou (Did not finish)             |   |                                      |
| Recorde pessoal       | Recorde pessoal do atleta (Personal best)    | Recorde da Oceania    | Recorde da Oceania (Oceania)          | DSQ / DQ                   | Desclassificado (Disqualified)            |   |                                      |
| Recorde da temporada  | Recorde da temporada do atleta (Season best) | Recorde sul-americano | Recorde sul-americano (South America) | NM                         | Sem marca (No mark)                       |   |                                      |